# Ligne de Busigny à Hirson
La ligne de Busigny à Hirson était une ligne ferroviaire non électrifiée, à double voie puis transformée à voie unique, qui reliait la gare de Busigny (département français du Nord) à celle de Hirson (département de l'Aisne).
Elle constituait la ligne no 238 000 du réseau ferré national.

## Historique
La loi du 17 juillet 1879, dite plan Freycinet et portant classement de 181 lignes de chemin de fer dans le réseau des chemins de fer d’intérêt général, retient en n° 10 une ligne de « Hirson à Busigny, avec embranchement de ou près Wimy à Guise ». La ligne est déclarée d'utilité publique par une loi le 31 juillet suivant.
La ligne est cédée par l'État à Compagnie des chemins de fer du Nord selon les termes d'une convention signée entre le ministre des Travaux publics et la compagnie le 5 juin 1883. Cette convention est approuvée par une loi le 20 novembre suivant.
La ligne a été ouverte en 1885. La ligne Busigny - Hirson se détache de la ligne de Creil à Jeumont à 350 m au sud de la gare de Busigny. Elle entre dans le département de l'Aisne peu avant Becquigny et se dirigeant vers l'est dessert les gares de Vaux-Andigny, la Vallée-Mulâtre, Wassigny, Étreux, Boué, le Nouvion-en-Thiérache, Buironfosse, la Capelle, Wimy et Ohis-Neuve-Maison. Dès sa mise en service la ligne verra passer de nombreux trains de marchandises mais aussi des trains de voyageurs avec la création de plusieurs allers et retours omnibus quotidiens.
Dans les années 1950, la ligne est mise à voie unique. Le trafic voyageur cesse en 1959. Le trafic fret cesse dans les années 1980.
La section entre Le Nouvion et La Capelle est officiellement fermé le 4 février 1974. Celle entre Boué et le Nouvion l'est à son tour le 1er juillet 1987. Celle de La Capelle à Hirson est de même fermée en septembre 1987. Le tronçon entre Boué et Hirson est retranché du réseau ferroviaire et déclassé (PK 201,200 à 235,100) par un décret du 20 septembre 1991 pour la création d'une coulée verte - Parc de stationnement - Base de loisir - Reconstruction d'un pont-rail évitée.
La section Busigny - Boué est déposée.
La section de Wassigny à Guise de la ligne de Laon au Cateau, croisant la ligne de Busigny à Hirson, a disparu définitivement en 2005.

## Ambulant postal

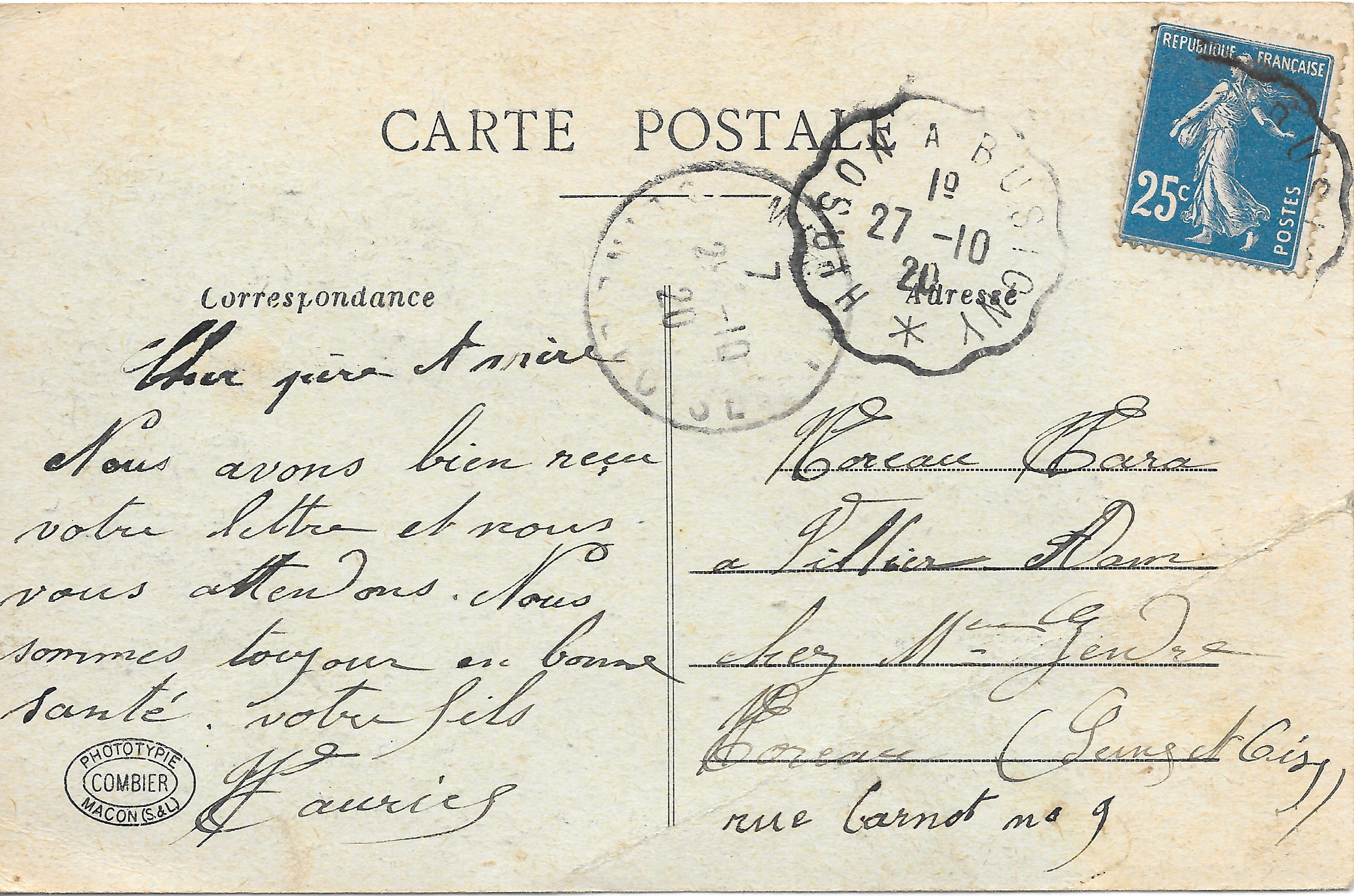
Carte postale oblitérée en 1920 avec le cachet d'ambulant de la ligne.

Un service d' ambulant postal a fonctionné sur cette ligne. Les lettres étaient déposées dans les gares et un employé oblitéraitla lettre dans le train, avec un timbre à date rond à créneaux, typique des cachets d'ambulants postaux français du début du XXe siècle.